# Ноукенд (Альборз)
Ноукенд (перс. نوکند‎) — село на севере Ирана, в остане Альборз. Входит в состав шахрестана Назарабад. Является частью дехестана (сельского округа) Танкеман бахша Танкеман.

## География
Село находится в западной части Альборза, к югу от гор Эльбурс, на расстоянии приблизительно 21 километра к западу-северо-западу (WNW) от Кереджа, административного центра провинции. Абсолютная высота — 1215 метров над уровнем моря.

## Население
По данным переписи 2006 года население села составляло 1023 человека (518 мужчин и 505 женщин). В Ноукенде насчитывалось 221 домохозяйство. Уровень грамотности населения составлял 70,58 %. Уровень грамотности среди мужчин составлял 74,13 %, среди женщин — 66,93 %.